# Gertrud Ulmann
Gertrud Ulmann (* 2. September 1876 in Greifswald; † 21. Januar 1943 in Theresienstadt) war eine deutsche Malerin.

## Leben
Gertrud Ulmann war die zweite von drei Töchtern des Historikers Heinrich Ulmann, der an der Universität Greifswald lehrte, und dessen Ehefrau Sophie Ulmann. Sie wuchs in ihrer Geburtsstadt Greifswald auf und studierte in Berlin, München und Paris. 1908 engagierte sie sich für eine eigenständige Ausstellung mit Werken von Künstlerinnen aus Greifswald, was aber auf Ablehnung traf. Als 1911 eine gemeinsame Ausstellung von Greifswalder Künstlern und Künstlerinnen stattfand, nahm sie daran teil. Ihre Werke wurden unter anderem auch 1909 in der Kunsthalle P. H. Beyer & Sohn in Leipzig ausgestellt und 1912 (mit Angabe von Berlin als Wohnsitz) im Mannheimer Kunstverein.
Nach der Emeritierung des Vaters zog Gertrud Ulmann mit ihrer Familie 1913 nach Darmstadt. Als Malerin fand sie bald Anschluss an die dortige Kunstszene. Ab 1917 beschickte sie Ausstellungen des im gleichen Jahr von Mathilde Stegmayer initiierten Dreistädtebundes, eines Frauenkunstverbandes mit Sitz in Darmstadt, dessen Vorstand Ulmann 1930 angehörte. Auch an den wichtigsten Ausstellungen der Darmstädter Sezession nahm sie teil, einschließlich der Gründungsausstellung 1919, auf der sie als Gast zwei Werke zeigte. Zudem stellte sie mit der 1920 gegründeten Darmstädter Gruppe aus. Vor 1933 wurden wohl einige ihrer Werke von der Städtischen Sammlung angekauft, die sich jedoch nicht mehr nachweisen lassen.

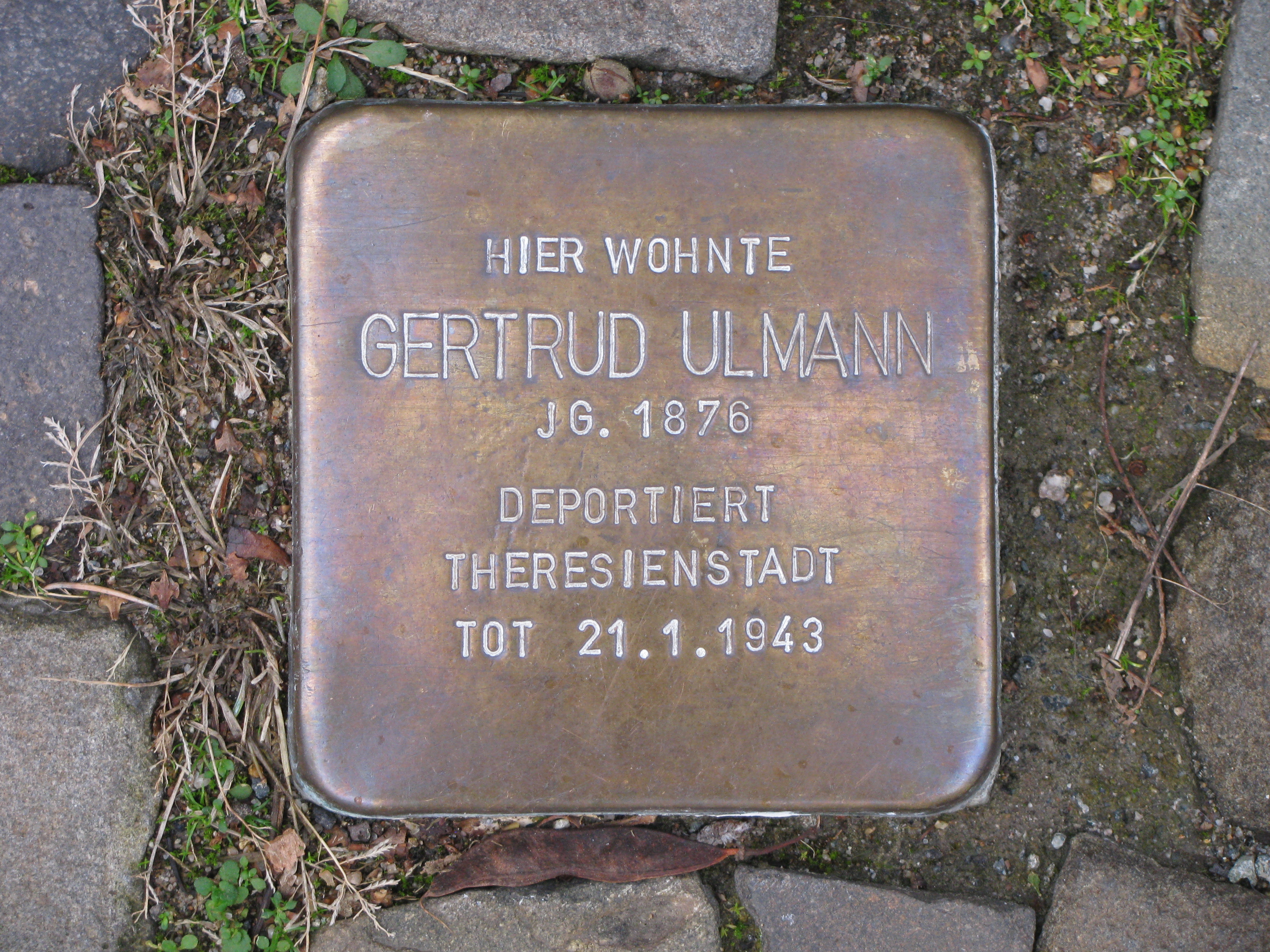
Stolperstein vor dem Wohnhaus von Gertrud Ulmann in Darmstadt

Da ihr Vater jüdischen Glaubens gewesen war, wurde Gertrud Ulmann von den Nationalsozialisten verfolgt. 1938 wurde ihr Vermögen beschlagnahmt und sie musste in eine „Judenwohnung“ in der Theodor-Fritsche-Straße 40 umziehen. Am 28. September 1942 wurde sie nach Theresienstadt deportiert. Eine Überlebende sagte später aus, dass Gertrud Ulmann am 21. Januar 1943 im dortigen Konzentrationslager an Entkräftung starb. Ihr verbliebener Besitz, darunter viele Gemälde und Zeichnungen, wurde nach der Deportation von Nationalsozialisten eingelagert, der Verbleib ist ungeklärt.
In Darmstadt-West erinnert seit 2003 die Gertrud-Ulmann-Straße an die Künstlerin. Vor ihrem Wohnhaus in der Ohlystraße 32 wurde 2006 ein Stolperstein verlegt. 2013 zeigte das Kunst Archiv Darmstadt einige ihrer Werke in der Ausstellung Der weibliche Blick: vergessene und verschollene Künstlerinnen in Darmstadt 1880–1930.

## Werk

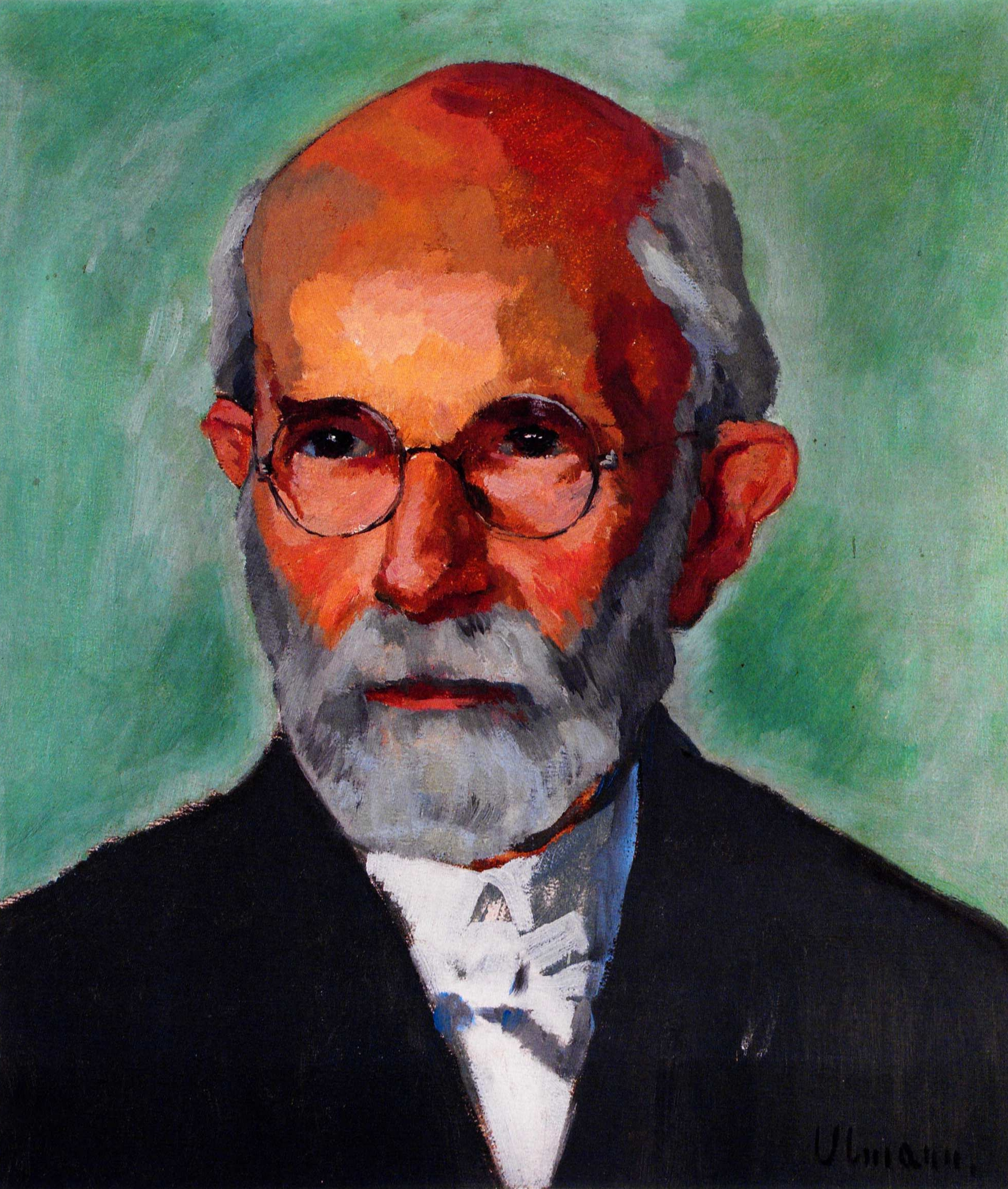
Ölgemälde Bildnis des Vaters

Zu Gertrud Ulmanns Gesamtwerk gehören Landschaften (Süden, Mittelmeer), Stillleben (insbesondere Blumenstücke, Gärten), Porträts und Bilder mit religiösen Themen. Sie ist eine Vertreterin des malerischen Realismus des Nachexpressionismus. Die Kunsthistorikerin Gisela Bergsträsser bezeichnete Ulmanns Malerei als „kraftvoll und klar“ und ordnete sie als „gemäßigten, beruhigten Expressionismus“ ein. Mit ihrer flächigen Malweise, Kolorit und Umsetzung der realen Welt gelangte Ulmann auch in die Nähe der Neuen Sachlichkeit. Sie zeigt in ihren Arbeiten kein Interesse an kleinteiligen Details, sondern erzielt durch Reduktion und Abstraktion groß angelegte Formen.
Werke (Auswahl)
- Mutter und Kind, Abdruck 1917 in Deutsche Kunst und Dekoration[8]
- Bäume und Menschen, Elegie, Am Fuß des Baumes und Wald, 1917 Hessische Kunstausstellung Darmstadt, Mathildenhöhe, Städtisches Ausstellungsgebäude[9]
- Apfelbaum, Öl auf Leinwand, um 1920
- Mädchenbildnis, Öl auf Leinwand, 1922
- Bildnis des Schwagers, Öl auf Leinwand, um 1925
- Bildnis des Vaters, Öl auf Leinwand, um 1928[10]
- Badende, 1929 Ausstellung Der schöne Mensch in der neuen Kunst, Darmstadt, Mathildenhöhe, Städtisches Ausstellungsgebäude[11]